# Ana Zaninović
Ana Zaninović (Spalato, 26 giugno 1987) è una taekwondoka croata.
È la sorella gemella della taekwondoka Lucija Zaninović, medaglia di bronzo a Londra 2012.

## Palmarès
Mondiali di taekwondo
- Argento a Pechino 2007
- Oro a Gyeongju 2011
- Argento a Puebla 2013

Europei di taekwondo
- Argento a Campionati europei di taekwondo 2012